# تشارلي كريستنسن
تشارلي كريستنسن (بالسويدية: Charlie Christensen)‏ هو فنان قصص مصورة ورسام كارتون سويدي، ولد في 1958 في حي مدينة بروما ‏ في السويد.